# Kohei Okuno
Kohei Okuno (奥野 耕平 Okuno Kohei?, Hyogo, 3 de abril de 2000) es un futbolista japonés que juega como centrocampista en el Shonan Bellmare.

## Trayectoria

### Clubes
| Club                     | País  | Año       |
| ------------------------ | ----- | --------- |
| Gamba Osaka sub-23       | Japón | 2017-2018 |
| Gamba Osaka              | Japón | 2019-2023 |
| Shonan Bellmare (cedido) | Japón | 2023      |
| Shonan Bellmare          | Japón | 2024-     |